# Camp d'internement du fort de Queuleu
Les camps d’internements nazis du fort de Queuleu sont une série de camps liés à la répression nazi, ouvert dans le département de la Moselle, durant la Seconde Guerre mondiale, dans un fort situé dans le quartier de Queuleu à Metz. Metz est alors une ville allemande du Gau Westmark, le département de la Moselle ayant été annexé en août 1940.

## Un camp de prisonniers de guerre (Stalag) (1940-1941)
Réinvesti par les troupes allemandes en juin 1940, le fort de Queuleu sert de camp de détention pour prisonniers de guerre. Le Fronstalag 212, en activité du 20 juillet 1940 au 2 décembre 1940 au fort de Queuleu, voit l’internement de prisonniers de guerre belges et français provenant notamment du secteur fortifié de Crusnes (Meurthe-et-Moselle) de la Ligne Maginot. Le 3 décembre 1940, le camp prend la dénomination de Fronstalag XII E. Début 1941, les prisonniers français sont déplacés dans des camps plus orientaux en Allemagne. Ils sont remplacés par des prisonniers yougoslaves affectés à des travaux agricoles puis transférés dans des fermes de la région. Le camp prend alors la dénomination de Kommando 90 du Stalag XII F dont le camp principal se trouve à Forbach.

## Une prison provisoire de la Gestapo de Metz (1941)
Au moins entre le 1er octobre et le 14 décembre 1941, une caserne du fort de Queuleu est utilisée en prison provisoire par la Gestapo en raison du surpeuplement de la prison judiciaire de la rue Maurice Barrès de Metz et de l’aménagement d’une nouvelle prison dans les locaux du Grand Séminaire de Metz. Le 1er décembre 1941, on dénombre 33 hommes au fort de Queuleu. Début janvier 1942, ces détenus ont tous intégré la prison du Grand Séminaire de Metz.

## UnKommandode travail de la prison du Grand Séminaire de Metz (1942-1943)
Au moins entre novembre 1942 et octobre 1943, un Kommando de travail de la prison du Grand Séminaire de Metz est affecté aux travaux de construction d’entrepôts pour le magasin d’habillage ou de déblaiement.

## Une annexe de camp de concentration(KZ-Außenkommando)(1943-1944)
Entre août 1943 et septembre 1944, le camp de concentration de Natzweiler-Struthof (Bas-Rhin) y installe une de ses annexes (KZ-Außenkommando) au fort de Queuleu. Elle est principalement destinée au service des SS. Une centaine de prisonniers, principalement des Allemands de droit commun et des Polonais y sont rattachés après leur passage dans le camp principal en Alsace. Certains participent à des travaux sur l’aérodrome de Metz-Frescaty ou sont affectés à l’école de transmissions de la SS. Il s’agit d’une des annexes de camp de concentration située le plus à l’ouest du Reich.

## Un camp spécial de la Gestapo (Sonderlager) (1943-1944)
Entre le 12 octobre 1943 et le 17 août 1944, un camp spécial (Sonderlager) géré par la Gestapo est installé dans la Casemate A/Caserne II du fort. Il ne s'agit pas d'un camp de concentration mais un camp d’interrogatoire. Les premiers détenus sont des résistants de la vallée de l’Orne. Entre 1500 et 1800 prisonniers (femmes et hommes), principalement des Mosellans, mais aussi des Italiens, Polonais et Luxembourgeois arrêtés en Moselle, y sont interrogés et internés avant d’être envoyés dans des camps de concentration (Natzweiler-Struthof, Dachau…), de redressement (Schirmeck) ou des prisons. 
Le camp spécial, surnommé « l’Enfer de Queuleu », voit l’internement de résistants, notamment les membres du groupe communiste Mario, dirigé par Jean Burger, saboteurs, distributeurs de tracts, fournisseurs de faux papiers, diffuseurs d'idées anti-nazi,  passeurs (accusés de faire passer la frontière à des déserteurs de l'armée allemandes, des prisonniers de guerre évadés ou des personnes recherchées), réfractaires à l'incorporation dans l'armée allemande, otages (souvent des personnes prises en représailles parce qu’un membre de leur famille s’était soustrait à l’incorporation de force comme ce fut le cas pour des otages de Longeville-lès-Saint-Avold) et prisonniers de guerre soviétiques. La plupart d’entre eux sont enfermés dans des cellules collectives surpeuplées, sans possibilité de se laver, sans parler ni bouger sous la féroce surveillance des gardiens SS et du commandant SS Hauptscharführer Georg Hempen. Les chefs de la résistance sont isolés dans des cellules individuelles (cachots sombres et humides) auxquelles seul le commandant peut accéder. Les officiers de police « industrialisent » l’interrogatoire et utilisent la torture. Les conditions d’internement sont terribles et la plupart des prisonniers sont parqués les yeux bandés avec les pieds et mains liés. 
Trente-six personnes, victimes de maladies, d'interrogatoires ou de sévices, succombent dans le fort et quatre personnes réussissent à s'évader le 19 avril 1944. Il s'agit de la seule évasion avérée du camp. Après avoir fonctionné dix mois, le fort est évacué le 17 août 1944 et la plupart des détenus envoyés vers les camps de Natzweiler-Struthof pour les hommes et Schirmeck pour les femmes.

## Pour visiter les camps
L'extérieur du fort peut être visité toute l'année.
L'intérieur du fort où se trouvait le Stalag et le Sonderlager fait l'objet de visites guidées le dimanche après-midi ou sur rendez-vous pour des groupes ou des scolaires.

### Sites internet
http://www.fort-queuleu.com/fr/
http://www.cheminsdememoire.gouv.fr/fr/fort-de-queuleu